# Bildungsweg
Im deutschen Sprachraum verstehen weite Kreise der Bevölkerung unter Bildungsweg eine individuelle Laufbahn mit dem Erwerb von bestimmten Fähigkeiten und Fertigkeiten zu einer bestimmten Haltung (individueller Bildungsweg). Dieser Weg formiere die geistigen Fähigkeiten des Menschen auf ein Ideal (Menschsein, Humanität) hin (Wilhelm von Humboldt oder der neuhumanistische Bildungsbegriff der klassischen deutschen Philologie). Mit der Bezeichnung Bildungsweg wird der Prozess (das Verfahren, „gebildet werden“) bezeichnet, der dazu dient, einen bestimmten Status (den Zustand, „gebildet sein“) zu erreichen, um sich dann lebenslang selbst organisiert und selbstbestimmt „weiter“ zu bilden.
Ob es individuelle Bildung gibt und ob man auf einem bestimmten Weg dorthin kommt, ist im Einzelnen wissenschaftlich heftig umstritten. Auch die Wörterbücher halten unterschiedliche Deutungen bereit (Bildung: Entfaltung und Prägung der geistig-seelischen Anlagen des Menschen, Erziehung oder Bildungsweg: Synonym zu Bildungsgang, dort: Verlauf der (geistigen) Ausbildung (DWDS)). Aber: Die Bezeichnung wird in offiziellen Publikationen verwendet (z. B. Bundesagentur für Arbeit). Bereits die preußischen Reformer im Bildungs- und Schulwesen gingen davon aus, dass der individuelle Weg durch beständige  Einrichtungen (= institutionell) gefördert werden müsse (Schulen, Hochschulen, Weiterbildungseinrichtungen).

## Bildung durch Bildungsweg
Der Bildungsweg („Nach dem Bildungsgang endlich unterscheiden sich akademische und seminaristische, Gymnasial- und Realschulbildung etc.“) zu diesem autonomen Status des „gebildet sein“ ist spätestens seit dem Beginn des 19. Jahrhunderts regelmäßig staatlich reglementiert oder sogar nur nach dem Durchlaufen staatlicher (oder staatlich gebundener) Einrichtungen (und meist nach einer abschließenden Prüfung, 1834 Abgangs-, Abiturienten-, Absolutorial-, Dimissorial-, Entlassungs-, Reife-, u. ä. bezeichnete Prüfungen) zu absolvieren (= los- oder freisprechen aus einem „besonderen Gewaltverhältnis“, dem Schülerverhältnis).
Die Bezeichnung „Bildungsgang“ ist heute nicht mehr ohne Weiteres frei interpretierbar bzw. bestimmbar, weil sie im ersten Jahrzehnt des 21. Jahrhunderts ein juristischer Fachausdruck des Schulrechts geworden ist, z. B. der Bildungsgang gymnasiale Oberstufe, der Bildungsgang berufliches Gymnasium und der Bildungsgang Abendgymnasium und Erwachsenenschulen (z. B. Erwachsenenschule Bremen, Hessenkolleg).
Die allgemeine Hochschulreife kann auch ohne (die vorgenannten) Bildungsgänge erworben werden (Nichtschülerabiturprüfung).

### Herzensbildung durch die Familie – Verstandesbildung durch Pädagogik
Auch die Vorkämpfer des neuhumanistischen Bildungsideals räumten ein, dass Erwachsene den Zustand gebildet zu sein auch durch ungewöhnliche individuelle Lebenswege erreichen können. Geprägt durch „naturalistische“ Vorstellungen wird aber weiter überwiegend vorausgesetzt, dass sich das Kleinkind in einer Tabula-rasa-Situation befinde, also ein unbeschriebenes Blatt sei, so dass es sowohl der Herzensbildung (durch Mutter und Familie) wie der Verstandesbildung (durch Lehrer und Schule) bedürfe, um fruchtbringend Tätigkeiten in und für Staat und Gesellschaft (19. Jahrhundert) erbringen zu können. Dazu sei eine organisierte und systematische Vorbereitung, eine Reifung bis zum Erwachsensein erforderlich (durch pädagogische Bemühungen).

### Geschichtliche Entwicklung der „höheren“ Schulen

#### Das „humanistische“ Gymnasium als Vorstufe der Universität
Zwar könne die systematische Vorbereitung auf die Reife auch außerhalb von Schulen erworben werden (Privatunterricht, Privatlehrer), dies stelle aber eine Ressourcenverschwendung dar, denn zur Zeit der Entstehung des neuhumanistischen Ideals galt es zunächst den Ausgleich der physischen Verluste (= Verluste an „Gut und Blut“ in den napoleonischen Kriegen Anfang des 19. Jahrhunderts) durch geistige Leistungen auszugleichen. Dieses Ziel erfordere sowohl „gymnastischen Unterricht“ (d. h. Leibeserziehung), aber auch „ästhetischen Unterricht“ (d. h. Musik, Kunst) und „didaktischen Unterricht“ (d. h. Deutsch, Griechisch, Latein, Mathematik, Geschichte „mit ein wenig Naturgeschichte“). Dies könne nur durch Schulen (Gymnasien) als Vorstufe zu akademischer Bildung (dem krönenden Abschluss der Reifeentwicklung) erreicht werden. Der Zugang zu akademischer Bildung war aber in den Territorien des alten deutschen Reiches von der Universität abhängig – nicht vom Schulabschluss. Die Universität entschied seit ihrer Gründung im Mittelalter selbständig („autonom“) über den Zugang zu ihren Einrichtungen. Der Zugang war für die Söhne des (Beamten- und Militär-)Adels kein Problem, denn für die „Gebühren“, Unterkunft und Verpflegung kamen neben dem Vater oder Vormund der Landesherr (bzw. seine Stiftungen) unterstützend auf („eine Selbstergänzung des staatlichen Herrschaftsapparates“). In der zweiten Hälfte des 18. Jahrhunderts machten die Landesherren die Gewährung ihrer Leistungen (Stipendien: vor allem Freitische und sonstige Unterstützungen) von einem Zeugnis der vorher durchlaufenen Schule abhängig. Wer keine „Staatsleistungen“ in Anspruch nehmen wollte, konnte auf das Maturitätszeugnis (später eingedeutscht Reifezeugnis genannt) verzichten. Deshalb konnten die nach-napoleonischen Staaten des Deutschen Bundes 1834 das Maturitätszeugnis zwar nicht zur Voraussetzung des Universitätszugangs machen, und auch nicht der Hochschulprüfungen, es war aber Voraussetzung für die Teilnahme an den Staatsprüfungen (Theologie–Pfarrer, Jura–Richter, Medizin–Arzt, Philosophie–Lehrer: „damit sich keine untüchtigen Subjecte in den Staatsdienst schleichen“). Daher bestand „rechtlich“ keine „vollständige Bindung des Hochschulzugangs an das Abitur“, wie vereinzelt behauptet wird.
Im Grunde genommen sei das neuhumanistische Konzept Humboldts bereits mit dem Prüfungsreglement vom 4. Juni 1834 gescheitert gewesen (Hans-Georg Herrlitz). In dem Reglement heißt es: „Der Zweck dieser Prüfung ist, auszumitteln, ob der Abiturient den Grad der Schulbildung erlangt hat, welcher erforderlich ist, um sich mit Nutzen und Erfolg dem Studium eines besonderen wissenschaftlichen Faches widmen zu können.“

#### Die „realistischen“ Schulen
Bereits kurze Zeit nach der Vorlage der Schulpläne Wilhelm von Humboldts (Das Gymnasium als einzige weiterführende Schulform) traten die Vorstellungen einer bildungspolitischen Gegenbewegung in die Öffentlichkeit (… im Gegensatz zu der rein sprachlichen und logischen (formalen) Bildung der Gymnasien eine reale Bildung durch Bekanntschaft mit den Gegenständen und Vorgängen der Natur wie des wirklichen Lebens pflegen sollten) in der Gründung von Realschulen (1817), meist als städtische Anstalten, in denen „das mathematisch-naturwissenschaftliche Element gegen das philologisch-historische der Gymnasien in den Vordergrund trat und zugleich die neueren Sprachen größere Berücksichtigung fanden. In dem diese Anstalten ihre Ziele allmählich erweiterten, standen die Realgymnasien in dem Maße ihrer wissenschaftlichen Leistungen schließlich nicht mehr gegen die Gymnasien zurück; nur die Richtung der Ausbildung blieb eine verschiedene. Außerdem waren aus der Umbildung der früheren Gewerbeschulen Oberrealschulen hervorgegangen, die unter völligem Ausschlusse der alten Sprachen höhere Ziele in den neueren Sprachen, in der Mathematik und in den Naturwissenschaften verfolgten.“

#### Die neuen schulischen Wege zwischen den beiden Weltkriegen im 20. Jahrhundert
Bereits vor dem Ersten Weltkrieg wurden die Abschlüsse der drei Vollanstalten (Gymnasium, Realgymnasium und Oberrealschule, mit neun Jahrgangsstufen) als gleichwertig anerkannt (Nichtvollanstalten waren Progymnasium, Realprogymnasium und Realschulen, mit sechs Jahrgängen, mit deren Reifezeugnis (= „mittlere Reife“) der Zugang zum einjährigen freiwilligen Militärdienst und der Offizierslaufbahn möglich war). Mitte der 1920er Jahre kam die Deutsche Oberschule (Lehrplanschwerpunkte in Geschichte und Staatsbürgerkunde und Naturwissenschaften und Mathematik und eine Fremdsprache) und die Aufbauschule (besonders begabte Schüler von der Volksschule gradlinig zur Universität) hinzu. Die ersten Abendschulen (Abendgymnasien) kamen auf und die Begabtenprüfung (für außerschulisch „Gebildete“) wurde 1924 eingeführt.

#### Überfüllung und Nachwuchsprobleme Anfang der 1930er Jahre
Während und infolge des Ersten Weltkriegs hatte sich die Anzahl der Geburten erheblich vermindert; 1917/18 lag sie um die Hälfte unter dem Vorkriegsniveau. Die geburtenschwachen Jahrgänge führten zwischen 1934 und 1936 zu einer deutlichen Reduzierung von Abiturienten und Abiturientinnen (von über 40.000 auf knapp 26.000). Hinzu kam deren sinkende Studienneigung, die sich erklärt durch die Perspektivunsicherheit hinsichtlich der Verwertung eines akademischen Abschlusses, durch ökonomische Gründe, die eine Finanzierung des Studiums unmöglich machten sowie durch neue Karrierechancen in der wieder expandierenden Wirtschaft und – für männliche Abiturienten – vor allem in den technikorientierten Zweigen der Wehrmacht. Es zeigte sich, dass vorschnellen staatlichen Maßnahmen, die als Reaktion auf die „Überfüllungskrise“ durchgeführt worden waren, wieder rückgängig gemacht wurden: Im Februar 1933 hatten die Kultusminister der Länder eine Vereinbarung getroffen, nach der Abiturienten mit „schlechten Noten“ von einem Studium abgeraten werden sollte. Wer gegen diesen Rat trotzdem studierte, wurde von einer Studienförderung ausgeschlossen. Auch das im April 1933 verabschiedete „Gesetz gegen die Überfüllung deutscher Schulen und Hochschulen“ vom 25. April 1933 verfolgte das Ziel, den Zugang zum Hochschulstudium am beruflichen Bedarf auszurichten und energisch zu drosseln. Im Dezember 1933 wurde ein allgemeiner Numerus clausus eingeführt: Von den über 40.000 Abiturientinnen und Abiturienten des Jahrgangs 1934 sollten nur 15.000 in einem Hochschulreifevermerk die Genehmigung zum Studium erhalten. Nach dem Übergang der hochschulpolitischen Kompetenzen vom Reichsinnenministerium an das im Mai 1934 neu gegründete Reichserziehungsministerium (REM) wurde diese Strategie in Frage gestellt unter Verweis auf die Gefahr künftigen Nachwuchsmangels in akademischen Berufen, der sich damals bereits abzuzeichnen begann. Schon ab Februar 1935 wurde deshalb wieder auf den Hochschulreifevermerk verzichtet (Selbst diejenigen Studenten, denen er 1934 nicht erteilt wurde, konnten nachträglich ein Studium aufnehmen, sofern sie als „politisch zuverlässig“ eingestuft wurden).

## Erster Bildungsweg: Gymnasiale Oberstufe
Dieser Weg ist ein geregelter Weg, strukturiert und organisiert (Volksschule–Gymnasium–Hochschule): Es ist der Weg über die Schule für Kinder und Jugendliche; er ist fremdbestimmt, denn andere als die Schüler entscheiden über die Art (Lehrplan und Stoff, Stundentafel), die Dauer (G8 oder G9), den Ort (Schulbezirke, Schulstandorte) des Unterrichts, die Fächer und die Prüfungen.
Die Kritik an den Schulen und insbesondere an denen für Kinder und Jugendliche ist vielfältig (Schule bestehe aus: „Belehren“, „Bewerten“ und „Bestimmen“, so „Glückslehrer“ Ernst Fritz-Schubert; die Schüler seien „Objekt einer Maßnahme“ in der „Erbsensortieranlage“ Schule, Begabung werde mit „guten Noten“ verwechselt, so Neurobiologe Gerald Hüther oder „schools kill creativity“, so Kunstprofessor Sir Ken Robinson); die oft verheerende Auswirkung von Noten im Schulunterricht vergleicht Kinderarzt Remo H. Largo mit einer Treibjagd, in der die Schüler die zu jagenden Hasen seien, die von den Hunden (den Noten) vor die Gewehre getrieben werden, mit der die Jäger (die Lehrer) Einzelne verschonen oder erlegen können. Die Befürworter dagegen halten den ersten Bildungsweg für den „gerade(n) Weg von der Schule zur Hochschule“ oder für die „Regelschule“, von der Grundschule über das Gymnasium (oder die Gesamtschule) zur Hochschule; aber auch über das berufliche Gymnasium (oder früher auch Fachgymnasien).

## Zweiter Bildungsweg: Schulen für Erwachsene

### Erwachsenenschulen mit allgemeiner Hochschulreife
Dieser zweite Weg ist ebenfalls ein geregelter Weg, strukturiert und organisiert (Berufliche Qualifikation–Abendgymnasium/Kolleg–Hochschule, die „Rennstrecke für Spätentwickler“): Es ist der Weg über die Schule für Erwachsene (SfE); er ist ebenfalls fremdbestimmt, denn andere als die erwachsenen Schüler entscheiden über die relevanten Fragen. Das Lehren und Lernen ist – seit dem Bildungsnotstand der frühen 1960er Jahre – so organisiert wie in den Schulen für Jugendliche; die Prüfungen sind nicht anders als diejenigen in den euphemistisch „Regelschulen“ genannten Einrichtungen; es sind die Prüfungen, die zu den Abschlüssen der Sekundarschulen führen. Zu den Erwachsenenschulen gehören – nach den Beschlüssen der KMK – insbesondere die Abendgymnasien (auch Abendrealschulen) und Institute zur Erlangung der Hochschulreife, auch Kollegs genannt.
Früher zählten einzelne Autoren auch die Bildungsbemühungen mit Hilfe von Funkkolleg und Telekolleg mit den entsprechenden Begleitseminaren durch die Volkshochschulen zum zweiten der drei („kanonisierten“) Bildungswege. Den pädagogischen und soziologischen Wissenschaften fällt die Definition schwer („nicht immer ganz trennscharf“). „Eine von allen Seiten akzeptierte Definition“ (Renke Suhren) lag anscheinend auch 1980 noch nicht vor. Hat man vor der „Entdeckung“ des Dritten Bildungswegs noch Alles und Jedes, was nicht zum Ersten Bildungsweg gehörte, in den Zweiten hinein interpretiert („nachträgliche Absolvierung eines Bildungsangebots“) usw. so werden heute überwiegend nur noch Erwachsenenschulen darunter verstanden.

### Erwachsenenschulen mit fachgebundener Hochschulreife
Am ehesten kann man zu diesem Bildungsweg noch den Übergang von bestimmten höheren Fachschulen zur fachgebundenen Hochschulreife (früher mitunter „Fakultätsreife“ genannt) zählen. 1964 schrieb der Zeit-Hochschulführer: Er kam für die Absolventen bestimmter Frauenfachschulen, Wirtschaftsoberschulen, Höheren Landbauschulen und insbesondere Ingenieurschulen in Frage. Allgemein wurde verlangt, dass der Bewerber sein Fach mit mindestens gutem Gesamtprädikat studiert hatte sowie die erfolgreiche Teilnahme an allgemeinbildenden Fächern nachweisen und ein positives Gutachten des Prüfungsausschusses vorlegen konnte. Nach einem KMK-Beschluss vom 5. Juli 1962, der allgemeine Richtlinien für den Übergang von Ingenieurschulen zu Technischen Hochschulen aufstellt, können besonders empfohlene Absolventen von Ingenieurschulen nach einer Prüfung (Klausur und Kolloquium) auch die volle Hochschulreife erwerben. In einem Zeit-Artikel von 1965 wird sogar die Meinung vertreten, die 53.000 Ingenieurschüler könnten gut die fehlenden jungen Menschen mit akademischer Ausbildung des Bildungsnotstandes ersetzen. Der Übergang von Absolventen höherer Fachschulen zur Hochschule, der seit 1937 möglich ist, vor allem der von Ingenieurschulabsolventen, stellt zurzeit noch eine der wichtigsten Formen des Zweiten Bildungsweges dar.

### Kritik an den Erwachsenenschulen: Keine Bildung und auch kein Weg!
Einige Autoren kritisieren bereits die Bezeichnung „Bildungsweg“ für das Durchlaufen der Lehrgänge in den Schulen für Erwachsene. Die Anzahl der Absolventen sei so gering, dass die Bezeichnung euphemistisch sei. In der Diskussion über die Umgestaltung der Prüfungen für den Zweiten (und auch den Dritten) Bildungsweg sind für 1972 folgende Zahlen ermittelt worden: 48 Abendgymnasien und 43 Kollegs hätten 3 240 Abiturienten „produziert“ (das waren 1,7 % der Gesamtzahl aller Abiturienten). Es handele sich eher um ein Nadelöhr als um einen Bildungsweg, denn die zahlenmäßige Bedeutung des Zweiten Bildungswegs stehe im umgekehrten Verhältnis zu dem Wirrwarr an Trägern, Prüfungsmöglichkeiten und Ausbildungsgängen in diesem Bereich und zu dem Ansturm und dem Interesse an diesem Weg. Der Zweite Bildungsweg sei eindeutig keine Alternative.

## Dritter Bildungsweg: „zweckfreie“ Bildung, individuelle Vorbereitung
Der Dritte Bildungsweg „kann“ ebenfalls ein geregelter Weg sein, dann stammt die Regelung allerdings nicht von einer fremden Stelle, sondern von dem um Bildung bemühten Individuum selbst (nicht institutionalisiertes, selbstbestimmtes Lernen). Dieses strukturiert und organisiert den Weg in seiner ihm eigenen Weise, nach seinen Maßstäben, eigenem Zeitplan und in eigener Direktion (Verantwortung). Der nach Bildung Strebende soll kein Objekt mehr sein, sondern Subjekt („Privatgelehrter“). Die einzigen Einschränkungen dieser Privatautonomie sind die Vorgaben der Prüfungsordnungen (von 1924 bis 1984 über die Begabtenprüfung für den Zugang zu Hochschulen allgemein; für einzelne Hochschularten auch fachgebunden z. B. die Immaturenprüfungen oder Z-Prüfung (= Zulassungs-Prüfung) in einigen Ländern, besonders in Niedersachsen; für die Zeit nach 1984 stand nicht mehr die Begabungsfeststellung im Vordergrund, sondern die Berufsqualifikation bzw. die Aufstiegsförderung von beruflich Qualifizierten durch eine Hochschulzugangsprüfung).

### Nach dem Wirtschaftswunder – der Bildungsnotstand
Ralf Dahrendorf ging (1959) in seiner Schrift über den Zweiten Bildungsweg noch von vier Bildungswegen aus, dritter Bildungsweg sollte die berufliche Weiterqualifikation und vierter Bildungsweg eine Bildung „jenseits von Zwecken“ sein. Die in den frühen 1960er Jahren im Umfeld der Volkshochschulen geführte Diskussion akzeptierte Dahrendorfs dritten als Auftrag der VHS, sah aber Schwierigkeiten mit der „zweckfreien“ Bildung, akzeptierte nach jahrelangen Auseinandersetzungen schließlich doch auch diesen Weg.
Paul Mikat (CDU), Kultusminister von Nordrhein-Westfalen von 1962 bis 1966 hat im Rahmen der politischen Diskussion über die „Bildungskatastrophe“ (Georg Picht) die Schaffung eines Dritten Bildungswegs vorgeschlagen und die Volkshochschulen aufgefordert, sich um diesen neuen „Weg des Aufstiegs“ zu kümmern (Jahreshauptversammlung der nordrhein-westfälischen Volkshochschulen 1965). Das ging zunächst sehr zögerlich. Die Grundstudienprogramme der Volkshochschulen Kassel und München sollten Grundlage eines „volkshochschuleigenen Bildungsweges“ werden. Es folgten die Volkshochschulen Duisburg, Hanau, Lauterbach, Nürnberg und Wiesbaden. Bezweifelt wurde allerdings die Vereinbarkeit der Vorbereitung auf die Begabtenprüfung mit den Aufgaben der Volkshochschulen. Trotzdem gab es ab 1968 zahlreiche Angebote zur Vorbereitung: Privatschulen, Schule für Erwachsenenbildung in Berlin, Funk-Kolleg des Hessischen Rundfunks, später Quadriga-Funkkolleg mit einigen süddeutschen öffentlich-rechtlichen Sendern (und Begleitzirkel zahlreicher Volkshochschulen bzw. anderer Einrichtungen der Erwachsenenbildung), Telekolleg usw. Da der Dritte Bildungsweg keine schulische oder vergleichbare strukturierte Vorbereitung kannte, war die Begabtenprüfung die einzige Möglichkeit des Nachweises der Studienqualifikation.

### Bekannte nicht-staatlich gelenkte Wege zur Vorbereitung auf einen Hochschulzugang
Wegen bekannter nicht staatlich gelenkter Wege zur Vorbereitung auf einen Hochschulzugang siehe:

## Bildungswege in der DDR
Innerhalb der ebenfalls 1949 gegründeten Deutschen Demokratischen Republik entwickelte sich ein breites Netz an Aus- und Fortbildungsmöglichkeiten, die auf dem 1. oder 2. Bildungsweg zum Abitur bzw. zur Hochschulreife führten oder über den direkten oder indirekten Weg ein Studium ermöglichten.
Ab 1946 entstanden Vorbildungsanstalten, die meist in Arbeiter- und Bauernfakultäten um 1949 übergingen. An diesen Einrichtungen konnten fähige Oberschüler oder Facharbeiter die Hochschulreife erwerben.
Neben dem direkten Weg des Hochschulzuganges über das Abitur, entwickelten sich im Laufe der Zeit eine Vielzahl an Möglichkeiten, ein Studium im Direktstudium, im Fernstudium bzw. im Abendstudium (z. B. das Frauensonderstudium für arbeitende Mütter) zu absolvieren. Auch hier waren die Bildungswege offen.
Ab 1983 gab es sogenannte Vorkurse, die fähige Facharbeiter auf ein Hochschulstudium vorbereiteten. Bisher konnte im Rahmen des 2. Bildungsweges nur ein Hochschulstudium absolviert werden, wenn bereits ein Fachschulstudium (heute Bachelor) erfolgreich im Direkt- oder Fernstudium abgeschlossen wurde.
Der Abschluss des Hochschulstudiums befähigte zur Promotion (A) und zur Habilitation (Promotion B). Auch eine Promotion konnte neben dem Beruf durchgeführt werden. Nicht selten gab es innerhalb einer wissenschaftlichen Aspirantur ein Stipendium.
Fähigen Studenten, meist Beststudenten, war es möglich, nach dem erfolgreichen Hochschulzeugnis, also ohne Diplomprüfung, direkt in die Promotionsphase über ein Forschungsstudium zu gelangen.